# Motor de curvatura

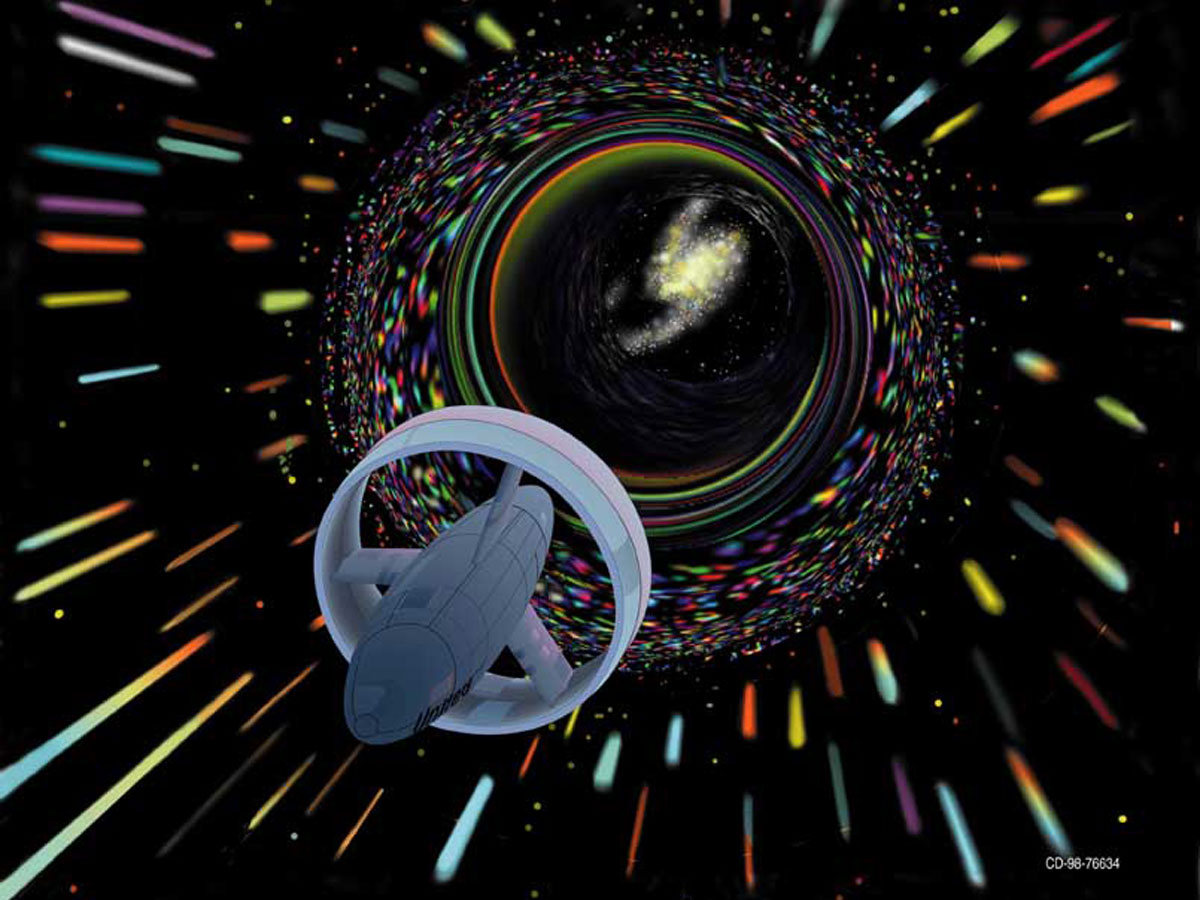
Imatge d'una nau estel·lar viatjant a l'hiperespai.

En diversos universos ficticis, especialment en Star Trek, el motor de curvatura (warp drive en anglès) o propulsió per curvatura, també conegut com a impuls de deformació o de distorsió La relativitat general afegeix a la relativitat especial la possibilitat que la presència de matèria podria deformar localment l'espaitemps, de manera que les trajectòries geodèsiques (les de longitud mínima) a través de l'espaitemps tenen propietats de curvatura. El concepte d'emprar la curvatura espacial com un mitjà de propulsió ha estat objecte de tractament teòric per alguns físics (com Miguel Alcubierre amb la seva mètrica d'Alcubierre, i Chris Van Den Broeck).
El motor de curvatura permet propulsar una nau espacial a una velocitat equivalent a diversos múltiples de la velocitat de la llum, evitant la teoria de la relativitat general prohibeix que la matèria s’acceleri més enllà de la velocitat de la llum, perquè els relats de ciència-ficció requereixen que es pugui viatjar entre les estrelles en un temps raonable, normalment hores o, com a màxim, dies.
Aquest tipus de propulsió es basa a corbar, o distorsionar, l'espaitemps permetent a la nau apropar-se al punt de destí. El motor de curvatura no permet, ni és capaç de generar, un viatge instantani entre dos punts a una velocitat infinita, tal com ha estat suggerit en altres obres de ciència-ficció, en les que s'utilitzen tecnologies teòriques com el "hipermotor" o "motors de salt". Una diferència entre la propulsió a curvatura i l'ús de l'hiperespai és que a la propulsió de curvatura, la nau no entra en un univers (o dimensió) diferent, simplement es crea, al voltant de la nau, una petita "bombolla" (bombolla "Warp") a l'espaitemps on es generen distorsions de l'espaitemps perquè la bombolla "s'allunyi" del punt d'origen i "s'aproximi" al seu destí. Les distorsions generades serien d'expansió darrere de la bombolla (allunyant de l'origen) i distorsions de contracció davant de la bombolla (apropant a la destinació). La bombolla Warp se situaria en una de les distorsions de l'espaitemps sobre la qual "cavalcaria" de forma anàloga a com els surfistes ho fan sobre una ona de mar.

## Velocitat de curvatura
La unitat emprada amb la velocitat de curvatura és el factor de curvatura ("warp factor"). L'equivalència entre factors de curvatura obtinguts pels reactors de curvatura i velocitats mesurades en múltiples de la velocitat de la llum és en certa manera ambigua.
Segons la guia per escriptors d'episodis de Star Trek de la sèrie original, els factors de curvatura s'obtenen mitjançant l'aplicació de la fórmula cúbica:
{\displaystyle s(w)=w^{3}c}
on w és el factor de curvatura, s(w) és la velocitat mesura en l'espai normal i c és la velocitat de la llum. Segons aquesta fórmula, "factor 1" és equivalent a la velocitat de la llum, "factor 2" equival a 8 vegades la velocitat de la llum, "factor 3" equival a 27 vegades la velocitat de la llum, etc.
Taula d'equivalències Factor curvatura i velocitat de la llum.
| Fact. Curvatura | Velocitat equivalent (múltiples de c) | Temps necessari per recórrer 1 parsec (en dies) |
| --------------- | ------------------------------------- | ----------------------------------------------- |
| 1,000           | 1,000                                 | 1.189,90                                        |
| 2,000           | 8,000                                 | 148,74                                          |
| 3,000           | 27,000                                | 44,07                                           |
| 4,000           | 64,000                                | 18,59                                           |
| 5,000           | 125,000                               | 9,52                                            |
| 6,000           | 216,000                               | 5,51                                            |
| 7,000           | 343,000                               | 3,47                                            |
| 8,000           | 512,000                               | 2,32                                            |
| 9,000           | 729,000                               | 1,63                                            |
| 9,500           | 857,375                               | 1,39                                            |
| 9,975           | 992,519                               | 1,20                                            |